# Monserrato
Monserrato é uma comuna italiana da região da Sardenha, em cidade metropolitana de Cagliari, com cerca de 20.132 habitantes. Estende-se por uma área de 6 km², tendo uma densidade populacional de 3355 hab/km². Faz fronteira com Cagliari, Quartu Sant'Elena, Quartucciu, Selargius.

## Demografia
| Variação demográfica do município entre 1861 e 2011                               |
|                                                                                   |
| Fonte: Istituto Nazionale di Statistica (ISTAT) - Elaboração gráfica da Wikipedia |